# Greatest Hits (Shania Twain)
Greatest Hits is een verzamelalbum van de Canadese zangeres Shania Twain en werd uitgebracht in november 2004 door Universal.
Het is de opvolger van het succesvolle album Up! uit 2002 en bevat haar grootste hits tot dan toe. Daarnaast staan er drie nieuwe nummers op het album. Enkel in Canada kwam het album op één; in Zwitserland en Oostenrijk bereikte de verzamelaar de top 5. In Nieuw-Zeeland en Australië kwam het ternauwernood in de top 10. In Nederland was bereikte het album positie 14. Van het album werden er ruim zes miljoen verkocht.

## Inhoud
In de tracklist zijn (naast de nieuwe nummers) hits vertegenwoordigd van Shania's succesalbums The Woman In Me, Come On Over en Up!. Liedjes van haar titelloze debuutalbum uit 1993 werden niet in de tracklist opgenomen, simpelweg omdat dit album destijds geen hits en succes opleverde. Zoals dat bij de meeste albums van Shania het geval is, kent de release van Greatest Hits ook verschillende uitgaven. Het enige verschil met de internationale versie is dat de single Ka-Ching! aan de tracklist is toegevoegd en dat de Country-versie van het nummer Party For Two op deze editie is weg gelaten. Deze versie is wel op het album in Noord Amerika te vinden.

## Tracklist
1. Forever and for always (4:03)
2. I'm gonna getcha good! (4:02)
3. Up! (2:53)
4. Ka-ching! (3:21)
5. Come on over (2:55)
6. Man! I feel like a woman! (3:54)
7. That don't impress me much (4:27)
8. From this moment on (3:55)
9. Honey, I'm home (3:57)
10. You're still the one (3:15)
11. Don't be stupid (You know I love you) (3:35)
12. Love gets me every time (3:33)
13. No one needs to know (3:03)
14. You win my love (3:45)
15. (If your not in it for love) I'm outta here! (3:48)
16. The woman in me (needs the man in you) (3:57)
17. Any man of mine (4:07)
18. Whose bed have your boots been under? (3:59)
19. Party for two (3:31)
20. Don't! (3:56)
21. I ain't no quitter (3:30)

| "Greatest hits" in de Nederlandse Album Top 100 - binnen: 13 november 2004 | "Greatest hits" in de Nederlandse Album Top 100 - binnen: 13 november 2004 | "Greatest hits" in de Nederlandse Album Top 100 - binnen: 13 november 2004 | "Greatest hits" in de Nederlandse Album Top 100 - binnen: 13 november 2004 | "Greatest hits" in de Nederlandse Album Top 100 - binnen: 13 november 2004 | "Greatest hits" in de Nederlandse Album Top 100 - binnen: 13 november 2004 | "Greatest hits" in de Nederlandse Album Top 100 - binnen: 13 november 2004 | "Greatest hits" in de Nederlandse Album Top 100 - binnen: 13 november 2004 | "Greatest hits" in de Nederlandse Album Top 100 - binnen: 13 november 2004 | "Greatest hits" in de Nederlandse Album Top 100 - binnen: 13 november 2004 | "Greatest hits" in de Nederlandse Album Top 100 - binnen: 13 november 2004 | "Greatest hits" in de Nederlandse Album Top 100 - binnen: 13 november 2004 | "Greatest hits" in de Nederlandse Album Top 100 - binnen: 13 november 2004 | "Greatest hits" in de Nederlandse Album Top 100 - binnen: 13 november 2004 | "Greatest hits" in de Nederlandse Album Top 100 - binnen: 13 november 2004 | "Greatest hits" in de Nederlandse Album Top 100 - binnen: 13 november 2004 | "Greatest hits" in de Nederlandse Album Top 100 - binnen: 13 november 2004 |
| Week                                                                       | 01                                                                         | 02                                                                         | 03                                                                         | 04                                                                         | 05                                                                         | 06                                                                         | 07                                                                         | 08                                                                         | 09                                                                         | 10                                                                         | 11                                                                         | 12                                                                         | 13                                                                         | 14                                                                         | 15                                                                         | 16                                                                         |
| -------------------------------------------------------------------------- | -------------------------------------------------------------------------- | -------------------------------------------------------------------------- | -------------------------------------------------------------------------- | -------------------------------------------------------------------------- | -------------------------------------------------------------------------- | -------------------------------------------------------------------------- | -------------------------------------------------------------------------- | -------------------------------------------------------------------------- | -------------------------------------------------------------------------- | -------------------------------------------------------------------------- | -------------------------------------------------------------------------- | -------------------------------------------------------------------------- | -------------------------------------------------------------------------- | -------------------------------------------------------------------------- | -------------------------------------------------------------------------- | -------------------------------------------------------------------------- |
| Nummer                                                                     | 28                                                                         | 14                                                                         | 25                                                                         | 33                                                                         | 41                                                                         | 35                                                                         | 41                                                                         | 38                                                                         | 36                                                                         | 37                                                                         | 54                                                                         | 60                                                                         | 77                                                                         | 96                                                                         | 88                                                                         | uit                                                                        |